# Jesús María Fernández Díaz
Jesús María Fernández Díaz (Pamplona, 13 de febrero de 1957) es un médico y político español, diputado por Navarra en el Congreso durante las XI y XII legislaturas.

## Biografía
Licenciado en Medicina y Cirugía por la Universidad de Navarra. Se especializó en Medicina Familiar y Comunitaria en San Sebastián y realizó un máster en Salud Pública y Administración Sanitaria en la Universidad de Pittsburgh. Además, es diplomado en Dirección General por IESE (Barcelona), Alta Dirección de Servicios de Salud por el King´s Fund (Londres) y la Escuela Nacional de Sanidad (Madrid) y Bioestadística por la Universidad Autónoma de Barcelona.
Desde 1996 es profesor de Políticas y Gestión Sanitaria de ESADE (Barcelona) Entre 1996 y 2000 fue Honorary Senior Fellow de la Universidad de Mánchester, entre 2002 y 2006 fue Senior Public Health Specialist del Banco Mundial y desde 2006 es director de Desarrollo de Negocio de Ciencias de la Salud de Oracle para España y Portugal.
Entre 1988 y 1991 fue director del Instituto de Salud Pública de Navarra, entre 1991 y 1995 fue asesor del Consejero de Sanidad del País Vasco y entre 1995 y 1996 fue director general de Salud del Gobierno de Navarra (1995-96). En diciembre de 2015 fue elegido diputado al Congreso por Navarra y reelegido en 2016.